# Tiamat (banda)
Tiamat es una banda de origen sueco, formada en Estocolmo durante 1988 por Johan Edlund. Se distinguen de los demás grupos por su ideología en las canciones, letras profundas e inteligentes y ritmos muy góticos. Han estado en giras con grupos muy famosos como Therion y Death, entre muchos más. Su disco más vendido y aclamado es Wildhoney.

## Biografía
En 1988 Johan Edlund dio vida a un pequeño grupo de black metal llamado Treblinka que tenía canciones muy agresivas en el que hacían pequeñas giras en su país. Solamente pudieron sacar 2 demos con el nombre de Treblinka; estos son "Crawling In Vomits" y "Sign Of The Pentagram".
En 1989 Hellslaughter (Johan Edlund) entra a los 'desconocidos' estudios Sunlight y graba su primer disco, Sumerian Cry, que también significó ser el primer trabajo de death metal grabado en aquel mítico estudio (muchos creen erróneamente que es el "Left Hand Path" de Entombed). Ya en aquel tiempo, Tiamat demostraba que no sería una banda más del montón, por lo que, insatisfechos con lo logrado, se cambian de sello a Century Media y editan en 1991 su segunda placa "The Astral Sleep", que da a conocer una faceta distinta dentro del death metal que venían ejecutando, pues era raro para esa fecha escuchar pasajes góticos y atmosféricos, sobre todo en Suecia, país que en ese momento vivía en pleno boom de la brutalidad musical. 
En 1993 aparece su tercera muestra, que llevaría por título simplemente "Clouds" y que musicalmente expandía aún más sus límites, agregándole partes acústicas a sus composiciones. Al año siguiente publican su EP "The Sleeping Beauty - Live in Israel", sin embargo esto trajo consigo que el capitán del barco expulsara a toda su tripulación (exceptuando al bajista Johnny Hagel), por la dirección musical que el navío estaba tomando. Lo más increíble es que no se equivocó, porque el próximo paso sería un salto cuantitativo en cuanto a la evolución de Tiamat, editando ese mismo año "Wildhoney", uno de los mejores discos de la banda, ya que aparte de ser un gran trabajo lleno de calidad, totalmente atmosférico y metalero, marca la tendencia de lo que es el grupo actualmente. Influenciado en gran parte por Pink Floyd, es a partir de ese álbum donde empezó a ser aclamado por la crítica y se convirtió en una banda de culto dentro de su género.
En 1995 se lanza el EP "Gaia", que justamente traía la versión de Pink Floyd 'When You're In', más unas versiones remezcladas de algunos temas de su disco anterior. Después de esta producción y de la correspondiente gira europea, Edlund toma todas sus valijas y se traslada a Dortmund, Alemania, debido a que la mayoría de sus discos habían sido grabado en los Woodhouse Estudios de aquel país. Desde ese entonces Tiamat vuelve a cambiar de espectro y se enfrasca dentro de una movida más ambiental, más electrónica, alejándose radicalmente de los pesados riffs y del metal en general, editando "A Deeper Kind Of Slumber", influenciado por Pink floyd, con una composición lírica de temática oscura. Además la propia apariencia de Edlund cambiaba de un tipo normal a una especie de demonio del Tíbet. 
Editan su última producción, "Skeleton Skeletron", que reafirma la senda trazada en "A Deeper...", pero esta vez los sonidos electrónicos se apoderan de la banda, que en realidad es el proyecto de Johan Edlund y músicos invitados (Anders Iwers y Lars Skold). Sin embargo, es para destacar el clásico de los Rolling Stones 'Sympathy For The Devil', dejando en claro que Tiamat todavía siente una gran simpatía por el demonio.
En 2002 salió Judas Christ donde abandonó el rock gótico y rock progresivo de sus últimos discos para acercarlo al rock espacial y el pop rock , en este disco su mejor tema es "Vote for love". Recibió malas críticas tanto de la prensa especializada como de los oyentes.
En el año 2003 Tiamat saca a la venta su disco Prey en el cual recuperó todo lo que perdieron en el disco pasado canciones como "Cain" o "Prey".
Luego de cinco años en silencio, y después de un DVD en vivo (The Church of Tiamat) y un par de compilaciones, Tiamat saca Amanethes, un disco aún más fuerte que Prey, en el cual el black metal de sus raíces renace, pero sin dejar atrás sus influencias góticas, pop y psicodélicas.

## Miembros
- Johan Edlund - (voz y guitarra)
- Thomas Petersson - (guitarra)
- Anders Iwers - (bajo)
- Lars Sköld - (batería)

## Otros miembros
- Johnny Hagel - (Bajo) (1992-1995) (ahora con Sorceror)
- Jörgen Thullberg - (Bajo) (1992)
- Magnus Sahlgren - (Guitarra) (1995) (ahora con Lake of Tears)
- Fredrik Åkesson - (Guitarra)
- Niklas Ekstrand - (Teclados) (1994)
- Kenneth Roos - (Batería) (1994)
- P-A Danielsson - (Batería)

## Demos con Treblinka
- Crawling In Vomits (1985)
- Sign Of The Pentagram (1988)

## Discografía

### Álbumes de estudio
- Sumerian Cry (1990)
- The Astral Sleep (1991)
- Clouds(1992)
- Wildhoney (1994)
- The Musical History Of Tiamat (1995)
- A Deeper Kind of Slumber (1997)
- Skeleton Skeletron (1999)
- Judas Christ(2002)
- Prey (2003)
- Amanethes (2008)
- "The Scarred People" (2012)

### En vivo
- The Sleeping Beauty (Live in Israel) (1993)

### Sencillos
- A winter Shadow, (1990) single
- Cold seed,(1997) single
- For her Pleasure, (1999) single
- Brighter than the sun, (1999) single
- Vote for love,(2002) single
- Caín, (2003) Single
- Born To Die, (2013) Sencillo

### En directo
- Live in Berlín(1994),
- Tour sampler (1995),
- Live in Wacken Open Air(1995),
- Live in Stockolm(1998),
- Live in Budapets(2003),

### EP
- Gaia (1995)

### Recopilaciones
- A winter Shadow
- Sumerian Cry
- Church of Tiamat (2005)
- Commandments (2007)

## DVD
- Church of Tiamat (2005)